# Лён Квок-хун
Лён Квок-хун (иер. трад. 梁國雄, упр. 梁國雄, ютпхин: Loeng⁴ Gwok³hung⁴, кант.-рус.: Лён Гохун, пиньинь: Liáng Guóxióng, палл.: Лян Госюн, англ. Leung Kwok-hung; род. 27 марта 1956, Британский Гонконг), также известный как «Длинноволосый» (англ. Long Hair) — гонконгский левый общественный и политический деятель. С юности участвовал в маоистских и троцкистских движениях. Член Законодательного совета в 2004—2016 годах, председатель оппозиционной Лиги социал-демократов с 2012 по 2016 год (сменил Эндрю То). 

## Биография
Родился в семье мигрантов их провинции Гуандун. Отец оставил их, когда сыну было 6 лет, и тот был отправлен на воспитание к родственникам, поскольку его мать была вынуждена работать служанкой у британцев и не имела времени на сына. Как и мать, вступил в прокоммунистическую Гонконгскую федерацию профсоюзов.

### Политический активизм
Политической деятельностью занялся под впечатлением от восстаний рабочих и левых сил в Гонконге в 1967 году и «Культурной революции» в Китае. Участвовал в маоистском студенческом движении, но переосмысливая падение Линь Бяо пересмотрел свои взгляды и пришёл к троцкизму. Впервые арестовывался за несанкционированное массовое собрание в 1979 году. В 1981—1986 годах работал строителем, затем ночным мойщиком автобусов.
Был членом нескольких политических организаций, включая троцкистскую партию авангардного типа Революционная марксистская группа (1975—1990; была секцией Четвёртого интернационала наряду с Революционной коммунистической партией) и сменившую её демосоциалистическую Лигу 5 апреля (с 1988; названа в честь первого Тяньаньмэньского инцидента).
Впервые выдвигался на выборах в 2000 и 2003 годах с программой, требовавшей всеобщее избирательное право, защиту трудовых и демократических прав, введение минимальной заработной платы, всестороннюю социальную защиту, коллективные договора на предприятиях и налогообложение финансовых спекуляций.
Лён Квок-хун — фанат Чемпионата мира по футболу среди бездомных и сопровождал гонконгскую сборную на несколько турниров.

### Депутат Законодательного совета

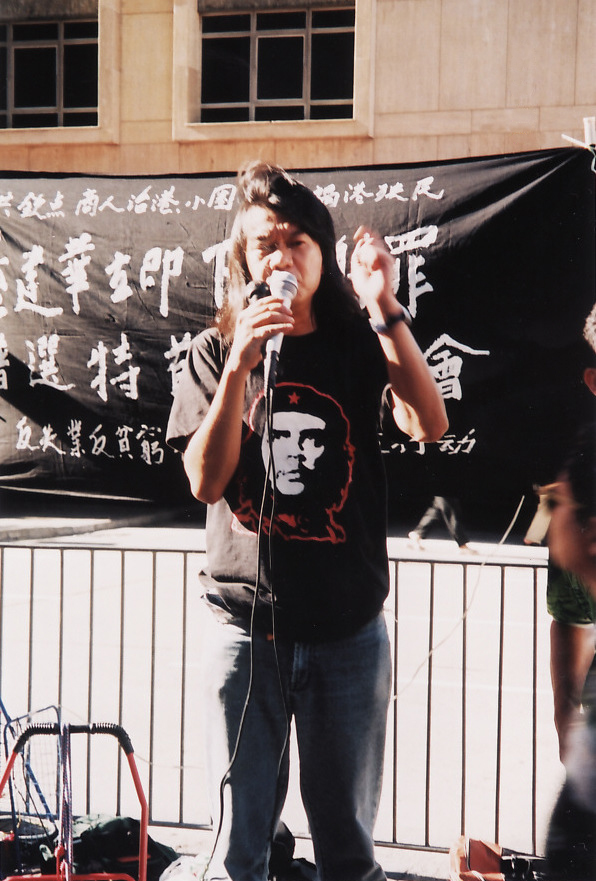
Фирменный стиль политика — футболка с Че Геварой и длинные волосы («длинноволосыми» называли участников восстания тайпинов).

В 2004 году был избран почти 61 тысячей голосов (14 % по округу) от восточного Гонконга. На церемонию депутатской присяги прибыл в футболке с изображениями площади Тяньаньмэнь и Че Гевары, а в текст присяги включил требования освобождения политзаключённых в КНР и реабилитации погибших во время событий на площади Тяньаньмэнь 1989 года. Участвовал в работе Межпарламентского союза в Женеве.
В 2006 году выступил соучредителем одной из ведущих сил левой оппозиции — Лиги социал-демократов (ЛСД), в которой председательствовал в 2012—2016 годах. Продолжает активно участвовать в уличных протестах различного толка — от социальных или направленных в защиту демократии в Гонконге до альтерглобалистских или акций международной солидарности (например, он высказывался в пользу лидера филиппинских маоистов Хосе Марии Сисона и украинского режиссера Олега Сенцова).
Представитель радикального крыла пандемократического лагеря в Гонконге. За его крайнюю оппозиционность к однопартийному режиму Коммунистической партии Китая, публичное сжигание флага КНР и активное участие в движениях наподобие новогоднего марша 2010 года или «зонтичных» протестов в 2014—2015 годах подвергался кратковременным задержаниям. Ему отказали во въезде на территорию материкового Китая в составе делегации солидарности с пострадавшими от Сычуаньского землетрясения 2008 года.
В 2017 году пытался номинироваться в главы администрации Гонконга, получив поддержку четверых радикальных демократических депутатов. Однако поскольку он не собрал необходимых 37 тысяч подписей, он не стал выставлять свою кандидатуру на выборах. 14 июля 2017 года лишён депутатского мандата за то, что во время принесения присяги в Заксобрании 12 октября 2016 года был одет в футболку с китайской надписью «Гражданское неповиновение» и держал жёлтый зонтик.

### Протесты 2019—2020 годов, аресты и приговор
В апреле 2020 года на него напали с холодным оружием во время акции солидарности с продемократическим депутатом Деннисом Куоком ; на следующий день Лён был арестован в числе 15 видных оппозиционных активистов за организацию и участие в акциях протеста против законопроекта об экстрадиции. Вновь арестовывался в сентябре и декабре 2020 года.
6 января 2021 года аресту были подвергнуты полсотни активистов продемократического лагеря, включая Лён Квок-хуна. По обвинению в подрывной деятельности в ноябре 2024 года его приговорили к 6 годам и 9 месяцам заключения.